# Athlétisme à l'Universiade d'été de 2003
Navigation
Pékin 2001 Izmir 2005
Les épreuves d'athlétisme de l'Universiade d'été 2003 se sont déroulées à Daegu, en Corée du Sud, du 25 au 30 août 2003.

## Résultats

### Hommes
| 100 m | Chris Lambert 10 s 44                                                                        | Leigh Julius 10 s 50                                                           | Dejan Vojnovic 10 s 58                                                          |
| 200 m | Leigh Julius 20 s 49                                                                         | Paul Hession 20 s 89                                                           | Jiri Vojtik 21 s 03                                                             |
| 400 m | Andriy Tverdostup 46 s 08                                                                    | Denis Rypakov 46 s 51                                                          | Rafał Wieruszewski 46 s 53                                                      |
| 800 m | Roman Oravec 1 min 48 s 01                                                                   | Ramil Aritkulov 1 min 48 s 19                                                  | Fabiano Peçanha 1 min 48 s 20                                                   |
| 1 500 m | Johan Pretorius 3 min 42 s 81                                                                | Pedro Antonio Esteso 3 min 42 s 82                                             | Fabiano Peçanha 3 min 43 s 91                                                   |
| 5 000 m | Serhiy Lebid 13 min 50 s 94                                                                  | Jan Fitschen 13 min 53 s 06                                                    | Hicham Bellani 13 min 53 s 79                                                   |
| 10 000 m | Jan Fitschen 29 min 39 s 47                                                                  | Abdellah Bay 29 min 41 s 54                                                    | Ryuichi Hashinokuchi 29 min 42 s 07                                             |
| Semi marathon | Abdellah Bay 1 h 04 min 21                                                                   | Francis Yiga 1 h 05 min 24                                                     | Ivan Sanchez Diez 1 h 05 min 29                                                 |
| 3 000 m steeple | César Pérez 8 min 38 s 52                                                                    | Vincent Zouaoui-Dandrieux 8 min 39 s 24                                        | Andrey Olshanskiy 8 min 39 s 62                                                 |
| 110 m haies | Anselmo da Silva 13 s 68                                                                     | Igor Peremota 13 s 75                                                          | Park Tae-Kyong 13 s 78                                                          |
| 400 m haies | Thomas Koortbeek 48 s 95                                                                     | Matthew Douglas 49 s 26                                                        | Hendrick Botha 49 s 51                                                          |
| 20 km marche | Stepan Yudin 1 h 23 min 34                                                                   | Vladimir Potemin 1 h 23 min 50                                                 | Vasily Ivanov 1 h 23 min 55                                                     |
| 4 × 100 m | Japon Kazuki Ishikura Shinji Takahira Tatsuro Yoshino Tomoyuki Arai 39 s 45                  | Russie Evgeny Vorobiev, Alexander Ryabov Roman Smirnov Andrey Yepishin 39 s 67 | Estonie Allar Aasma Henri Sool Martin Vihmann Mikk Joorits 39 s 99              |
| 4 × 400 m | Ukraine Volodymyr Demchenko Yevhen Zyukov, Gennadiy Gorbenko Andriy Tverdostup 3 min 03 s 15 | Russie Dimitry Petrov Andrey Semenov Sergey Babaev Igor Vasiliev 3 min 04 s 78 | Royaume-Uni Matthew Dougals James Chatt Bradley Yiend Adam Potter 3 min 05 s 54 |
| Saut en hauteur | Emilian Kaszczyk 2,26 m                                                                      | Joan Charmant 2,23 m                                                           | Ioannis Constantinou Cui Kai Aleksandr Veryutin 2,20 m                          |
| Saut à la perche | Oleksandr Korchmid 5,75 m                                                                    | Igor Pavlov 5,65 m                                                             | Björn Otto 5,50 m                                                               |
| Saut en longueur | Valeriy Vasylyev 8,07 m                                                                      | Danut Simion 8,04 m                                                            | Andrey Bragine 8,04 m                                                           |
| Triple saut | Gu Junjie 16,90 m                                                                            | Viktor Yastrebov 16,88 m                                                       | Evgeniy Plotnir 16,82 m                                                         |
| Lancer du poids | Andrei Mikhnevich 20,76 m                                                                    | Pavel Lyzhin 20,72 m                                                           | Nedžad Mulabegović 19,99 m                                                      |
| Lancer du disque | Wu Tao 62,32 m                                                                               | Andrzej Krawczyk 60,70 m                                                       | Emeka Udechuku 60,44 m                                                          |
| Lancer du marteau | Ivan Tsikhan 82,77 m CR                                                                      | Péter Botfa 74,41 m                                                            | David Söderberg 72,84 m                                                         |
| Lancer du javelot | Igor Janik 76,83 m                                                                           | Esko Mikkola 75,82 m                                                           | William Hamlyn-Harris 75,50 m                                                   |
| Décathlon | Romain Barras 8 196 pts                                                                      | Indrek Turi 8 122 pts                                                          | Nikolay Tishchenko 7 911 pts                                                    |
| Records et Performances - AR : Record continental (area record) - CR : Record des championnats (championship record) - MR : Record du meeting (meet record) - NR : Record national (national record) - OR : Record olympique (olympic record) - PR : Record paralympique (paralympic record) - PB : Record personnel (personal best) - SB : Meilleure performance personnelle de la saison (season's best) - WL : Meilleure performance mondiale de l'année (world leader) - WJR : Record du monde junior (world junior record) - WR : Record du monde (world record) Circonstances et Conditions - DNF : N'a pas terminé (did not finish) - DNS : N'a pas pris le départ (did not start) - DQ : Disqualification (disqualification) - NM : Aucun essai valable enregistré (No Mark) - Q : Qualifié « directement » au prochain tour (ou à la prochaine compétition), lors d'une compétition majeure, grâce au classement ou à la réalisation des minima (automatic qualifier) - q : Qualifié au prochain tour (ou à la prochaine compétition), lors d'une compétition majeure, grâce au repêchage ou à la réalisation de l'une des meilleures performances parmi celles des « non qualifiés directement » (grâce au meilleur temps ou à la meilleure distance par exemple) (secondary qualifier) |                                                                                              |                                                                                |                                                                                 |

### Femmes
| 100 m | Qin Wangping 11 s 53                                                                          | Enikõ Szabó 11 s 61                                                            | Yelena Bolsun 11 s 65                                                         |
| 200 m | Yelena Bolsun 23 s 39                                                                         | Yekaterina Kondratyeva 23 s 43                                                 | Jenice Daley 23 s 55                                                          |
| 400 m | Tatyana Firova 51 s 81                                                                        | Mariya Lisnichenko 52 s 54                                                     | Estie Wittstock 52 s 86                                                       |
| 800 m | Liliana Barbulescu 2 min 00 s 06                                                              | Anna Zagórska 2 min 00 s 11                                                    | Irina Vashentseva 2 min 00 s 77                                               |
| 1 500 m | Natalya Sidorenko 4 min 11 s 69                                                               | Johanna Risku 4 min 11 s 88                                                    | Malindi Elmore 4 min 12 s 00                                                  |
| 5 000 m | Eloise Poppett 15 min 47 s 19                                                                 | Zhang Yuhong 15 min 47 s 62                                                    | Cristina Casandra 15 min 50 s 44                                              |
| 10 000 m | Natalia Cerchez 33 min 37 s 05                                                                | Yelena Samokhvalova 33 min 40 s 57                                             | Anna Incerti 33 min 49 s 71                                                   |
| Semi marathon | Machi Tanaka 1 h 13 min 06                                                                    | Jo Bun-Hui 1 h 13 min 47                                                       | Jang Son-Ok 1 h 13 min 55                                                     |
| 100 m haies | Xu Jia 13 s 29                                                                                | Yevgeniya Likhuta 13 s 33                                                      | Natalya Kresova 13 s 35                                                       |
| 400 m haies | Maren Schott 55 s 28                                                                          | Huang Xiaoxiao 56 s 10                                                         | Anastasiya Rabchenyuk 56 s 30                                                 |
| 20 km marche | Tatyana Sibileva 1 h 34 min 55                                                                | Jiang Xingli 1 h 35 min 52                                                     | Tatyana Korotkova 1 h 36 min 52                                               |
| 4 × 100 m | Chine Chen Lisha Zhu Juanhong Ni Xiaoli Qin Wangping 44 s 09                                  | France Amélie Huyghes Aurore Kassambara Céline Thelamon Cécile Sellier 44 s 68 | Brésil Sonia Ficagna Gilvaneide Parrela Rosemar Neto Thatiana Ignacio 45 s 79 |
| 4 × 400 m | Russie Yekaterina Kondratyeva Tatyana Firova Natalya Lavshuk Mariya Lisnichenko 3 min 31 s 63 | Pologne Marta Chrust Ewelina Sętowska Joanna Buza Anna Zagórska 3 min 38 s 17  | Allemagne Anja Neupert Katja Keller Annika Meyer Maren Schott 3 min 38 s 87   |
| Saut en hauteur | Dóra Gyõrffy 1,94 m                                                                           | Anna Ksok 1,94 m                                                               | Yelena Slesarenko 1,94 m                                                      |
| Saut à la perche | Tatyana Polnova 4,70 m CR                                                                     | Anastasiya Ivanova 4,40 m                                                      | Nadine Rohr 4,25 m                                                            |
| Saut en longueur | Irina Simagina 6,49 m                                                                         | Alina Militaru 6,45 m                                                          | Zita Ajkler 6,38 m                                                            |
| Triple saut | Oksana Rogova 14,16 m                                                                         | Viktoriya Gurova 14,14 m                                                       | Mariana Solomon 14,09 m                                                       |
| Lancer du poids | Li Fengfeng 18,55 m                                                                           | Lee Myung-Sun 17,58 m                                                          | Yelena Ivanenko 17,29 m                                                       |
| Lancer du disque | Natalya Fokina 63,11 m                                                                        | Li Yanfeng 61,12 m                                                             | Xu Shaoyang 58,64 m                                                           |
| Lancer du marteau | Liu Yinghui 69,05 m                                                                           | Gulfiya Khanafeyeva 65,12 m                                                    | Agnieszka Pogroszewska 64,27 m                                                |
| Lancer du javelot | Barbara Madejczyk 56,23 m                                                                     | Christina Scherwin 56,08 m                                                     | Mercedes Chilla 55,94 m                                                       |
| Heptathlon | Kylie Wheeler 6031 pts                                                                        | Jane Jamieson 5908 pts                                                         | Michaela Hejnova 5795 pts                                                     |
| Records et Performances - AR : Record continental (area record) - CR : Record des championnats (championship record) - MR : Record du meeting (meet record) - NR : Record national (national record) - OR : Record olympique (olympic record) - PR : Record paralympique (paralympic record) - PB : Record personnel (personal best) - SB : Meilleure performance personnelle de la saison (season's best) - WL : Meilleure performance mondiale de l'année (world leader) - WJR : Record du monde junior (world junior record) - WR : Record du monde (world record) Circonstances et Conditions - DNF : N'a pas terminé (did not finish) - DNS : N'a pas pris le départ (did not start) - DQ : Disqualification (disqualification) - NM : Aucun essai valable enregistré (No Mark) - Q : Qualifié « directement » au prochain tour (ou à la prochaine compétition), lors d'une compétition majeure, grâce au classement ou à la réalisation des minima (automatic qualifier) - q : Qualifié au prochain tour (ou à la prochaine compétition), lors d'une compétition majeure, grâce au repêchage ou à la réalisation de l'une des meilleures performances parmi celles des « non qualifiés directement » (grâce au meilleur temps ou à la meilleure distance par exemple) (secondary qualifier) |                                                                                               |                                                                                |                                                                               |

## Tableau des médailles
| Rang | Nation             | Or | Argent | Bronze | Total |
| ---- | ------------------ | -- | ------ | ------ | ----- |
| 1    | Russie             | 8  | 12     | 10     | 30    |
| 2    | Chine              | 7  | 4      | 2      | 13    |
| 3    | Ukraine            | 7  | 1      | 1      | 9     |
| 4    | Pologne            | 3  | 4      | 2      | 9     |
| 5    | Biélorussie        | 2  | 2      | 2      | 6     |
| 6    | Allemagne          | 2  | 1      | 2      | 5     |
| 6    | Afrique du Sud     | 2  | 1      | 2      | 5     |
| 7    | Australie          | 2  | 1      | 1      | 4     |
| 8    | Japon              | 2  | 0      | 1      | 3     |
| 9    | France             | 1  | 3      | 0      | 4     |
| 10   | Roumanie           | 1  | 2      | 2      | 5     |
| 11   | Hongrie            | 1  | 2      | 1      | 4     |
| 12   | GBR                | 1  | 1      | 2      | 4     |
| 12   | Espagne            | 1  | 1      | 2      | 4     |
| 14   | Maroc              | 1  | 1      | 1      | 3     |
| 15   | Brésil             | 1  | 0      | 3      | 3     |
| 16   | République tchèque | 1  | 0      | 2      | 3     |
| 17   | Moldova            | 1  | 0      | 0      | 1     |
| 18   | Finlande           | 0  | 2      | 1      | 3     |
| 19   | Estonie            | 0  | 1      | 1      | 2     |
| 19   | Corée du Nord      | 0  | 1      | 1      | 2     |
| 19   | Corée du Sud       | 0  | 1      | 1      | 2     |
| 22   | Danemark           | 0  | 1      | 0      | 1     |
| 22   | Irlande            | 0  | 1      | 0      | 1     |
| 22   | Jamaïque           | 0  | 1      | 0      | 1     |
| 22   | Kazakhstan         | 0  | 1      | 0      | 1     |
| 22   | Ouganda            | 0  | 1      | 0      | 1     |
| 27   | Croatie            | 0  | 0      | 2      | 2     |
| 28   | Canada             | 0  | 0      | 1      | 1     |
| 28   | Chypre             | 0  | 0      | 1      | 1     |
| 28   | Italie             | 0  | 0      | 1      | 1     |
| 28   | Suisse             | 0  | 0      | 1      | 1     |